# Huapachà Combo
Huapachà Combo és un grup terrassenc que neix el 1977 com a trio d'humor absurd, molt influït pels argentins Les Luthiers, i que aviat esdevé una orquestra de ball especialitzada en temes paròdics i humorístics i en muntatges escènics informals.
Tot i que la seva llengua vehicular és majoritàriament la castellana, ja en el seu primer disc (Alta sociedad, 1981) incorporen algun tema en català ("Guaracha huapachà"). Dues de les cançons del seu segon LP (Que borde era mi valle, 1982) apareixen en castellà dins de l'àlbum, però són publicades alhora en català en un SG.
Després de dos discos més en castellà, enregistren, l'any 1989, un primer i únic àlbum íntegrament en català (En cap cap… cap). L'aparició d'aquest disc coincideix amb la marxa del grup del seu carismàtic vocalista, Miquel Mallafré.
Al llarg dels darrers anys, Huapachà Combo continua les seues activitats com a orquestra de festes majors i fins al 1997 no torna a fer cap enregistrament en català amb l'àlbum Ball xalat.

## Discografia
- Alta sociedad (Belter, 1981)
- Que borde era mi valle (Belter, 1982)
- Chocolate per tutti (Belter, 1983)
- Golfus de broma (PDI, 1987)
- En cap cap... cap (PDI, 1989)
- Ball xalat (Dindi, 1997)